# Green Bay Packers 1944
La stagione 1944 dei Green Bay Packers è stata la 24ª della franchigia nella National Football League. La squadra, allenata da Curly Lambeau, ebbe un record di 8-2, terminando prima nella NFL Western division. In finale i Packers batterono i New York Giants per 14-7, conquistando il loro sesto titolo. Don Hutson guidò la lega in touchdown per l'ottava volta in carriera, un record.

## Roster
| Roster dei Green Bay Packers nel 1944 |
| --- |
| Quarterback - Larry Craig - Ben Starret Running Back - Dick Bilda - Irv Comp - Paul Duhart - Ted Fritsch - Don Hutson - Joe Laws - Roy McKay - Don Perkins Wide Receiver - Harry Jacunski - Joel Mason - Ray Wehba Tight End {{{te}}} Offensive Linemen - Paul Berezney - Charley Brock - Mike Bucchianeri - Tiny Croft - Bob Flowers - Charles Goldenberg - Bill Kuusisto - Forrest McPherson - Baby Ray - Ade Schwammel - Glen Sorenson - Pete Tinsley - Chuck Tollefson Defensive Linemen - Bob Kercher - Alex Urban Linebacker {{{lb}}} Defensive Back - Bob Kahler Special Team - 16 Lou Brock HB/DB/P |
| Legenda - I rookie sono in corsivo. - Il primo ruolo è il principale mentre gli eventuali successivi indicano i ruoli secondari. - (IR) sta per Injured Reserve ed indica la lista ristretta per un solo giocatore infortunato che può tornare ad allenarsi dopo la settimana 6 e a rientrare in prima squadra dopo che questa ha giocato 8 partite. - (NF-Inj.) / (NF-Ill.) stanno rispettivamente per Non-Football Injured e Non-Football Illness ed indicano le liste dove viene inserito un giocatore che ha un infortunio o una malattia non dipendente dal football americano. - (PUP) sta per Physically Unable to Perform ed indica la lista dove viene inserito un giocatore mentre è in attesa di recuperare la condizione fisica. Nella stagione regolare dopo la sesta partita giocata dalla propria squadra, il giocatore ha tempo tre settimane per riprendere ad allenarsi, più tre settimane aggiuntive dal suo rientro agli allenamenti per rientrare in prima squadra. |

## Calendario
| Stagione regolare |                   |                    |           |
| Turno             | Data              | Avversario         | Risultato |
| 1                 | 17 settembre 1944 | Brooklyn Tigers    | V 14–7    |
| 2                 | 24 settembre 1944 | Chicago Bears      | V 42–28   |
| 3                 | 1 ottobre 1944    | Detroit Lions      | V 27–6    |
| 4                 | 8 ottobre 1944    | Card-Pitt          | V 34–7    |
| 5                 | 22 ottobre 1944   | Cleveland Rams     | V 30–21   |
| 6                 | 29 ottobre 1944   | at Detroit Lions   | V 14–0    |
| 7                 | 5 novembre 1944   | at Chicago Bears   | S 0–21    |
| 8                 | 12 novembre 1944  | at Cleveland Rams  | V 42–7    |
| 9                 | 19 novembre 1944  | at New York Giants | S 0–24    |
| 10                | 26 novembre 1944  | at Card-Pitt       | V 35–20   |

### Playoff
| Stagione regolare |                  |                    |           |
| Turno             | Data             | Avversario         | Risultato |
| Finale            | 17 dicembre 1944 | at New York Giants | V 14–7    |

## Classifiche
| NFL Western Division |   |    |   |      |       |     |     |     |
|                      | V | S  | P | %    | DIV   | PF  | PS  | STR |
| Green Bay Packers    | 8 | 2  | 0 | .800 | 7–1   | 238 | 141 | V1  |
| Chicago Bears        | 6 | 3  | 1 | .667 | 4–3–1 | 258 | 172 | V2  |
| Detroit Lions        | 6 | 3  | 1 | .667 | 4–3–1 | 216 | 151 | V4  |
| Cleveland Rams       | 4 | 6  | 0 | .400 | 4–4   | 188 | 224 | S2  |
| Card-Pitt            | 0 | 10 | 0 | .000 | 0–8   | 108 | 328 | S10 |

Nota:  i pareggi non venivano conteggiati ai fini della classifica fino al 1972.